# Premio del Parlamento europeo per il giornalismo
Il premio del Parlamento europeo per il giornalismo è un riconoscimento assegnato dall'eurocamera dell'Unione europea a coloro che hanno trattato importanti temi europei o hanno incoraggiato, con il proprio lavoro, una migliore comprensione delle istituzioni comunitarie e delle attività dell'Unione europea.
È stato sospeso dopo l'edizione 2011.

## Le categorie
Le categorie premiate sono quattro: radio, televisione, stampa e online. Per ciascuno dei vincitori sono in palio 5.000 euro.

## Il procedimento di selezione
La selezione dei lavori è divisa in due parti: inizialmente una giuria composta da giornalisti sceglierà a livello nazionale i vincitori per il proprio paese. Soltanto in seguito una seconda giuria, composta da tre deputati europei e da sei giornalisti con sede a Bruxelles, deciderà i nomi dei quattro vincitori del premio europeo.